# Dulce bellum inexpertis
Dulce bellum inexpertis («La guerra è dolce per quelli che non l'hanno sperimentata») è un proverbio latino. Il significato della frase è che chi ama o desidera la guerra non ne ha mai fatto esperienza: difatti, secondo il detto, solo ignorandone l'atrocità se ne può essere affascinati. Erasmo da Rotterdam commenta il proverbio nei suoi Adagia.